# چاویز
چاویز، روستایی در دهستان محمودآباد بخش سیوان شهرستان ایلام در استان ایلام ایران است.

## جمعیت
بر پایه سرشماری عمومی نفوس و مسکن در سال ۱۳۹۵، جمعیت این روستا برابر با ۲۸۴ نفر (۷۰ خانوار) بوده‌است.